# Àcid trifosfòric
L'àcid trifosfòric (en anglès:Triphosphoric acid i també tripolyphosphoric acid), amb la fórmula química H₅P₃O10, és un compost inorgànic, una forma condensada de l'àcid fosfòric.
Dins la família dels àcids fosfòrics, és el següent àcid polifosfòric després de l'àcid pirofosfòric, H₄P₂O₇, també anomenat àcid difosfòric.
Els compostos com l'ATP (trifosfat d'adenosina) són èsters de l'àcid trifosfòric.